# Vallparadís
|  | Per a altres significats, vegeu «Vallparadís (desambiguació)». |

Vallparadís és un barri de Terrassa, a la part nord-oriental del districte 1 o del Centre, situat al marge esquerre del torrent de Vallparadís, ara transformat en parc, del qual agafa el nom. Té una superfície de 0,25 km² i una població de 4.494 habitants el 2021.
Està limitat al nord pel passeig Vint-i-dos de Juliol (l'antiga via del ferrocarril Barcelona-Manresa de la RENFE), al sud per l'avinguda de Jacquard, a l'est per la carretera de Castellar i a l'oest pels torrents Montner i de Vallparadís, que conformen l'actual parc de Vallparadís.

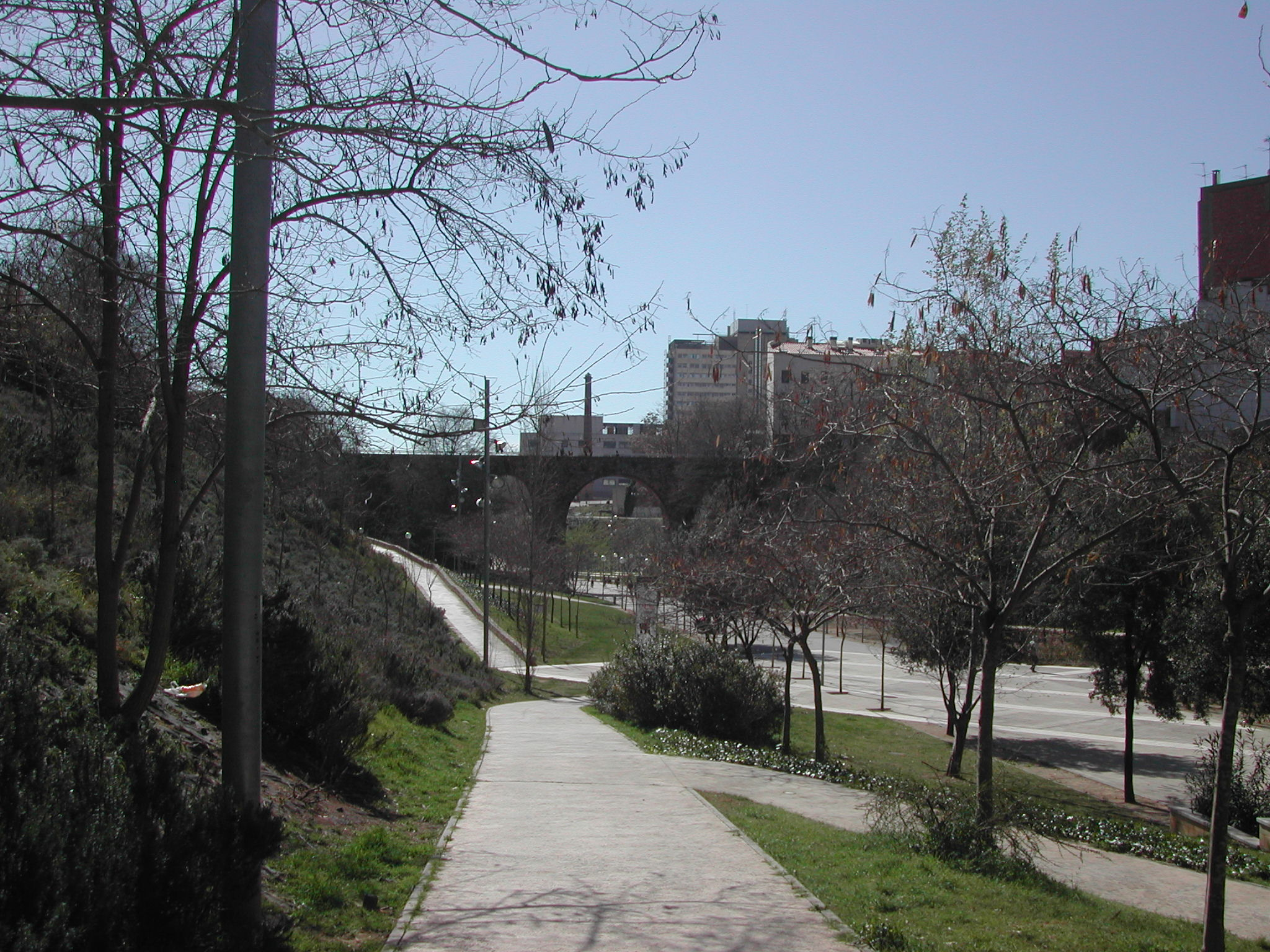
El parc de Vallparadís amb el pont del Passeig al fons

Depèn de la parròquia de Sant Pere, situada a l'altra banda del torrent de Vallparadís. La festa major és la segona setmana de juny.
En aquest barri hi té la seu l'Escola Universitària d'Òptica i Optometria de Terrassa (EUOOT) adscrita a la Universitat Politècnica de Catalunya (UPC), que forma part del campus universitari de Terrassa i ocupa l'edifici TR8, de nova construcció. A Vallparadís s'hi poden trobar també les oficines dels mitjans de comunicació Canal Terrassa (l'antiga TVT, la televisió local municipal) i NouCinc.2 Ràdio FM (la ràdio municipal).

## Història
La història de Vallparadís es remunta al Paleolític inferior, amb la troballa de proves d'ocupació humana a la zona actual de l'estació dels Ferrocarrils de la Generalitat. Aquestes troballes les van realitzar un equip d'arqueòlegs de la Universitat Rovira i Virgili i consten de centenars d'eines lítiques i milers de restes òssies, algunes de les quals antropitzades pels grups humans que varen ocupar aquesta àrea del Vallès.
Els terrenys on s'aixeca el barri pertanyien antigament a la quadra de Vallparadís, terme que anava des del camí de Castellar, al nord, fins a Santa Margarida al sud, i des del carrer de Sant Antoni, a l'oest, fins a la riera de les Arenes a l'est. Aquesta quadra, que a començament del segle xix va passar a dependre del municipi de Sant Pere de Terrassa, el 1830 fou annexionada a Terrassa. De fet, el barri encara depèn de la parròquia de Sant Pere.
El 1896, amb la construcció del pont del Passeig, es facilita la comunicació amb Terrassa a través del torrent de Vallparadís. Si bé a l'altra banda del torrent apareixen les primeres edificacions a l'inici del segle xx (l'Escola Industrial, 1904; la Casa Baumann, 1916), no és fins a la dècada del 1930 que comencen a bastir-se les primeres cases que havien de configurar el barri, el nucli central del qual està format pels blocs de pisos de la Caixa de Pensions, construïts en dues fases, el 1955 i el 1965.

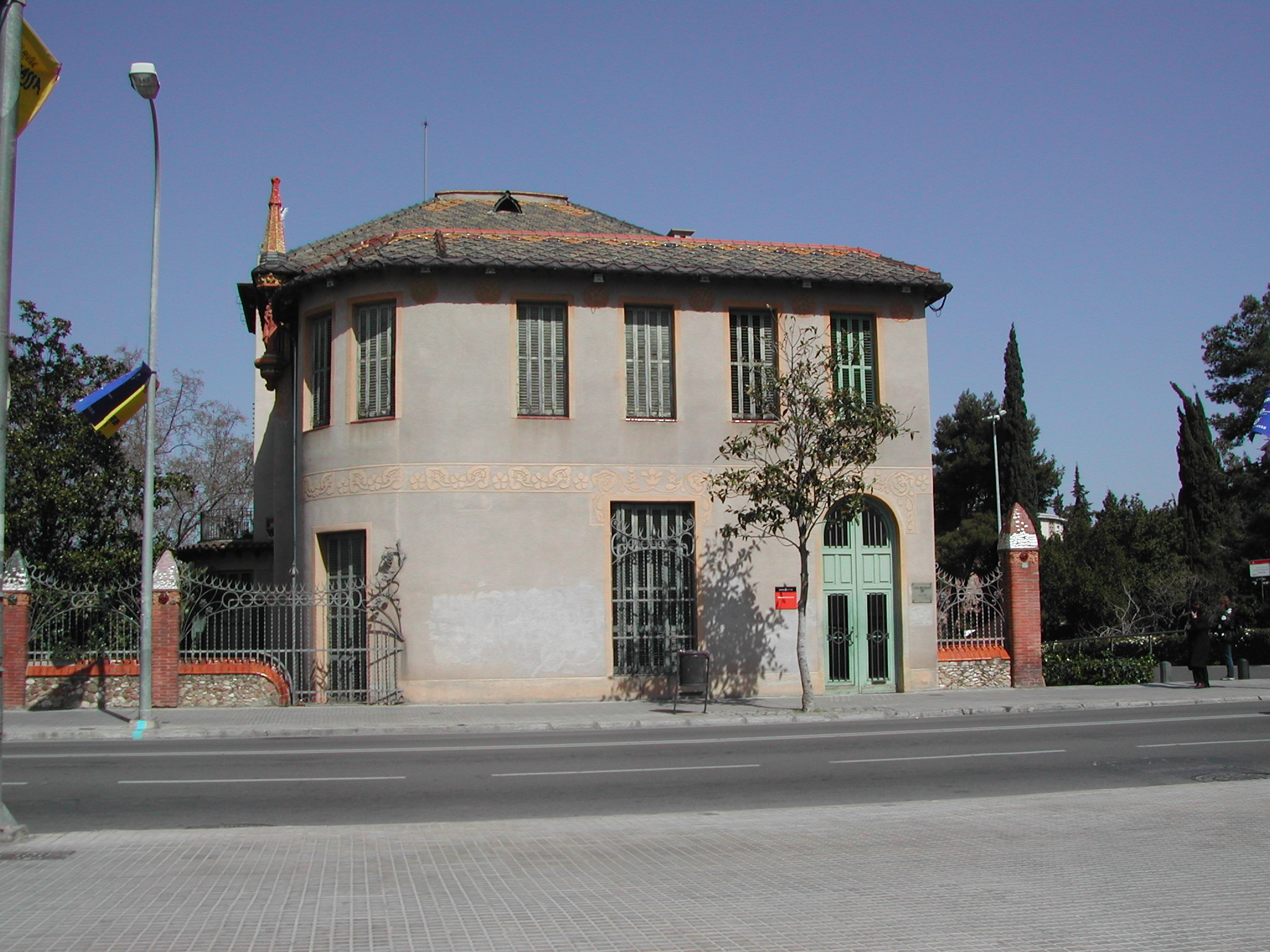
La Casa Baumann

## Llocs d'interès
- El Castell Cartoixa de Vallparadís, construcció medieval que conforma la secció principal del Museu de Terrassa, vora el parc de Vallparadís.
- El Centre de Documentació i Museu Tèxtil de la Diputació de Barcelona, al costat del castell, allotjat en un edifici modern de 1970.
- El parc de Vallparadís, el parc central de la ciutat.
- La Casa Baumann, antiga Casa Coll i Bacardí, edifici modernista de l'avinguda de Jacquard, vora el pont del Passeig.